# 华侨招待所旧址
华侨招待所旧址位于中国江苏省南京市鼓楼区中山北路81号，原为1930－1933年所建的国民政府侨务委员会招待所，1947年后改为营业性宾馆，其中1945年8月－9月一度作为筹备中国战区日本投降签字仪式的前进指挥所驻地，今为江苏“议事园”酒店。建筑由范文照设计，高三层，采用钢筋混凝上结构和庑殿顶的中国传统宫殿风格，外立面以混凝土仿中式立柱，入口处前出卷棚顶抱厦。